# Bezirksklasse Pommern
De Bezirksklasse Pommern was de tweede voetbaldivisie van de Gauliga Pommern tussen 1933 en 1944. Vanaf 1939/40 heette de competitie 1. Klasse Pommern. 

## Geschiedenis
Nadat de Brandenburgse en Baltische voetbalbond als gevolg van de Gleichschaltung ontbonden werd werd het voetbal grondig geherstructureerd in Duitsland door de NSDAP in 1933. De talloze competities van de regionale bonden werden afgeschaft en vervangen door zestien Gauliga's. De clubs uit de Pommerse competitie, die sinds 1930 bij de Brandenburgse bond aangesloten waren werden samen gezet met een deel van de clubs uit de Grensmarkse competitie van de Baltische bond. De competitie was regionaal in meerdere reeksen opgedeeld, waarvan de winnaars een eindronde om de promotie speelden. In 1943/44 vond de laatste competitie plaats. 